# Domantė
Domantė ist ein litauischer weiblicher Vorname, abgeleitet von litauisch: do- (dotas, dovis „davimas“) + mant- (mantus „sumanus“). Die männliche Form ist Domantas.

## Namensträger
- Domantė Paulauskytė, litauische Sängerin

## Quelle
1. ↑  https://day.lt/vardai/Domant%EB